# Arrossars del delta de l'Ebre
Els arrossars del delta de l'Ebre són els més importants de Catalunya, situats a la desembocadura del riu Ebre. Formen la fisonomia del Delta amb prop de 21.000 hectàrees de cultiu, gairebé el 65% de la superfície. Es considera arrossar un conjunt de parcel·les o terrenys de dimensions grans on es cultiva arròs. Cada unitat de cultiu és denominada «quadro», ja que té forma quadrangular i està separada de la resta de parcel·les per un marge sobrepujat de terra, anomenat «cordó».
El delta de l'Ebre presenta unes característiques fisicoquímiques diferents i canviants, resultants de la confluència de dos medis tan oposats com el marí i el continental, la qual cosa ha determinat que aquest espai, relativament reduït, reuneixi una diversitat d'ambients que fan d'aquest aiguamoll una zona d'interès internacional.

## Característiques
És imprescindible per la collita d'un arrossar que aquest estigui inundat de manera permanent durant tot el procés productiu degut la ubicació d'aquests al pas del riu Ebre podem determinar que el tipus de reg necessari per a la germinació prové d'aigua dolça.
Podem determinar quatre fases que s'han de dur a terme als arrossars per poder obtenir el seu cereal: al novembre, donen pas a la preparació del terreny per a una pròxima collita, es tanca el pas de l'aigua mitjançant una xarxa de drenatge i comença la dessecació dels camps; a l'abril, els camps s'inunden fins que la plana sembla un immens mirall, és el moment de sembrar els camps; al juny, els arrossars ja han crescut i estan verds i finalitzarà al setembre començant a recollir la collita.
A causa de la salinitat del sòl és molt important garantir la inundació dels arrossars durant el període de creixement de la planta (abril-setembre) per poder fer efectiu aquest procés de regadiu la inundació s'assegura mitjançant una xarxa d'irrigació jerarquitzada i força complexa.

## Ecosistema
L'ecosistema deltaic està format per una gran varietat de paisatges com són: riu, mar, badies, platges, dunes, salobrars, bosc de ribera, llacunes costaneres i ullals; els quals acullen gran diversitat d'organismes. Però cal tindre en compte, nous ambients que s'han esdevingut ecosistema a partir de les transformacions realitzades per l'home des del segle xix com és l'arrossar i l'horta.
Gràcies al clima persistent al meridional sud i la quantitat d'aigua dolça que hi ha al Delta s'hi pot destacar, formant part dels mateixos arrossars, diversitat de fauna i flora que persisteix al llarg dels cicles estacionals.

### Fauna[1]
- Mosquits
- Lepidòpters, el Chilo
- Araneids, com l'argiope dels sorrals o cavalls de bruixa.
- Coleòpters, larves.
- Herpetofauna, serps d'aigua, granotes (concretament, Rana perezi), gripau comú i sargantanes.
- Respecte als peixos han desaparegut el lluç de riu, el peix gat i el silur. Però si poden trobar grans tones d'anguiles (30 a 50 tones anuals i més de 5t d'angules), al mateix temps que espècies marines com les moixarres, corballs, reigs i molls els quals han donat fama al litoral deltaic.
- Esporàdica presència de mamífers com conills boscans, guineus, rates d'aigua, ratolins i furanys, amb poca presència de llúdries, eriçons i mosteles.
- Avifauna, el cullerot i l'ànec xiulador o piulador, colls verds, ànec blanc, l'ànec griset, el xarxet comú, el morell de cap-roig, el bernat pescaire, el flamenc, la garsa de mar, el cames-llargues, el bec d'alena, la perdiu de mar, la gavina blanca, la gavina corsa, entre molts altres.

El nombre d'exemplars d'ocells varia entre els 50.000 i els 100.000 distribuïts en unes 330 espècies que representen el 60% de les espècies d'Europa, i amb una nomenclatura local que inclou uns 250 noms i la converteix en una de les més riques del món.

### Flora[2]
Els boscs de ribera, única comunitat forestal deltaica, apareixen a les vores de l'Ebre, on el terreny és més enlairat, i la presència de l'aigua constant. L'albereda ocupa els llocs més alts i a les parts més baixes apareix el salzerar, però sovintegen els verns, els freixes, els oms, les vimeneres (o vimeteres) i altres arbres de caràcter subespontani, com els pollancres, els eucaliptus, les robínies, els plàtans i espècies d'interès com el lligabosc de riu. A la banda d'influència més marina, el bosc es va empobrint fins que només queden els tamarius.
Als ullals s'hi fan nenúfars com la nimfea blanca, llengües d'oca, les quals creen greus problemes a l'agricultura per tal com envaeixen els canals i fins als mateixos arrossars.

## Riu Ebre
El riu Ebre és l'eix principal al voltant del qual gira tota la vida del Delta i, per tant, dels arrossars. En els trenta últims quilòmetres del seu curs, l'Ebre recorre la plana deltaica fins a arribar a la desembocadura, on es produeix la barreja entre l'aigua dolça continental i l'aigua salada marina. És per aquest motiu la gran diversitat d'éssers vius que s'hi poden trobar, ja que amb un curt marge de territori s'hi destaca l'aigua dolça, l'aigua intermèdia i l'aigua marina.
El riu Ebre (o com la majoria d'Ebrencs li diuen, “Lo Riu Ebre”) és el causant de la creació del delta de l'Ebre, ja que al pas dels anys durant el seu transcurs i les seves dimensions de cabal han fet desplaçar grans quantitats de sediments els quals han format el que ara coneixem com el delta de l'Ebre amb unes dimensions aproximades de 320 km² de superfície que es projecta prop de 22 km dins del mar.

## Pla hidrològic nacional
L'any 2000 es va crear la Plataforma en Defensa de l'Ebre, plataforma social per a la implantació d'una nova cultura de l'aigua, contrària a la política de transvasaments projectada pel Govern espanyol. Pel que fa al riu Ebre la plataforma ha denunciat al llarg dels anys les conseqüències que nous transvasaments suposarien per al Parc Natural del Delta de l'Ebre, promovent moltes manifestacions per tal que es paralitzi i/o modifiqui l'actual Pla Hidrològic Nacional, però el diumenge 7 de febrer del 2016 a Amposta es va realitzar la concentració més multitudinària de totes les que s'havien realitzat fins aleshores en contra el Pla de Conca Hidrogràfica. Sota el lema L'Ebre sense cabals és la mort del Delta més de 50.000 persones van manifestar-se per reclamar un cabal ambiental digne per al tram final del riu Ebre.